# Muscle court abducteur du pouce
Le muscle court abducteur du pouce est un muscle intrinsèque de la main .C'est le muscle le plus superficiel des muscles de l'éminence thénar.

## Origine
Le muscle court abducteur du pouce se fixe sur le tubercule du scaphoïde et sur le rétinaculum des fléchisseurs.

## Trajet
Le muscle court abducteur du pouce est oblique vers le bas et le dehors.

## Terminaison
Le muscle court abducteur du pouce s'insère sur la face externe de la base de la phalange proximale du pouce.

## Innervation
Le muscle court abducteur du pouce est innervé par le nerf du muscle court abducteur du pouce issu de la branche musculaire récurrente du nerf médian.

## Vascularisation
Le muscle court abducteur du pouce est vascularisé par l'arcade palmaire superficielle.

## Action
Le muscle court abducteur du pouce est abducteur de l'articulation carpo-métacarpienne du pouce.

## Galerie

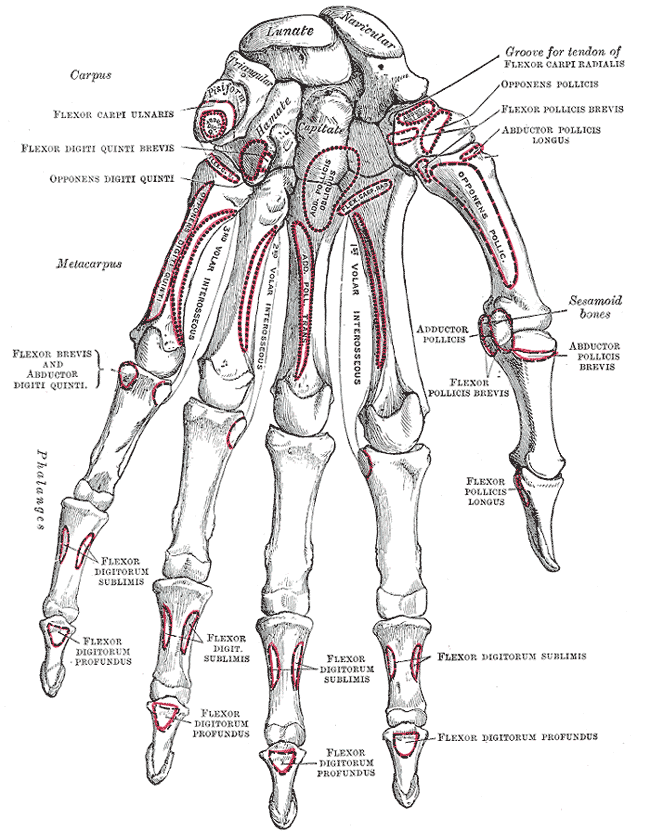
Terminaison du muscle abducteur du pouce (abductor pollicis brevis)